# Melhoramento genético
O melhoramento genético é um campo de estudo que visa aprimorar características desejáveis em seres vivos para diferentes finalidades. Assim, essa técnica se baseia, principalmente, no aumento da frequência de alelos considerados benéficos na população estudada, como potencializar a produtividade e a resistência a patologias, além de ampliar as capacidades adaptativas desse grupo alvo. Esse método de manipulação genética tem contribuído para avanços em vários campos, como a agricultura, a pecuária e a sustentabilidade; contemplando demandas econômicas, nutricionais, ambientais e sociais da atualidade.
Historicamente, a prática da seleção artificial e cruzamento de agricultores e pecuaristas escolhiam plantas e animais com características desejáveis para reprodução, pode ser considerado um dos primeiros passos do melhoramento genético. O processo evoluiu ao longo dos séculos devido aos avanços na genética, embriologia e biologia molecular, possibilitando a identificação, manipulação e monitoramento de genes específicos para características desejadas.
A variabilidade genética na população é um fator indispensável para o sucesso de um programa de melhoramento genético, já que viabiliza a escolha entre diferentes traços de acordo com os objetivos almejados e a pluralidade de alelos amplia as possibilidades de diferentes combinações gênicas, estimulando inovações. Uma ampla base genética possibilita maior flexibilidade na seleção, facilitando a obtenção de combinações genéticas que maximizem características de interesse e elevem a eficiência dos programas de melhoramento.

## Processos
O melhoramento genético tem como objetivo aprimorar as características, seja de plantas ou de animais, utilizando diferentes métodos científicos no seu processo.  O processo pode ser natural, sem intervenção humana e artificial com melhoramento realizado com intervenção humana. A domesticação de plantas (processo artificial) já era realizada pelo homem primitivo, onde ele buscava alguns critérios, como facilidade de coleta e de transporte. Esses critérios acabaram trazendo vantagens para o homem atual, como rapidez na germinação e no amadurecimento, mudanças bioquímicas como a perda de substâncias amargas e tóxicas, aumento do tamanho das espécies cultivadas e outros fatores importantes. Hoje, várias são as técnicas que podem ser utilizadas para melhorar os genes de uma planta ou animal, onde essas modificações possam trazer vários benefícios, como por exemplo, plantas mais resistentes à pragas, vacas com maior produção de leite ou plantas que possam ser usadas na saúde. 
Para a produção animal, técnicas como inseminação artificial, inseminação artificial em tempo fixo, transferência de embriões, produção in vitro de embriões entre outras, têm sido aplicadas para aumento da produção de leite em vacas.  (Machado et al, 2014). O Cruzamento é feito pelo processo de Heterólise, que consiste em acasalar indivíduos diferentes geneticamente, mas que apresentam desempenho superior à média dos pais, sendo as características desejáveis chamadas de dominante dominantes que, ao cruzar com indivíduos sem outros cruzamentos anteriores, aumenta a número de loci em heterozigose, levando a alelos mais favoráveis.  
No caso das plantas, um exemplo de planta usada na saúde, é a que possui modificação dos genes do endosperma do trigo, porção onde está presente o glúten, criada pela técnica CRISPR/Cas9, técnica que permite alterar genes, substituindo-os ou corrigindo mutações. As modificações dos genes levam a formação de um trigo com baixo glúten, possibilitando uma melhor aceitação para pessoas e que têm sensibilidade ao trigo não celíaca. A técnica consiste no uso da proteína Cas9 que modifica alguns genes do DNA, levando a uma nova sequência com as características desejadas. A figura 1 mostra o passo a passo da enzima Cas9.

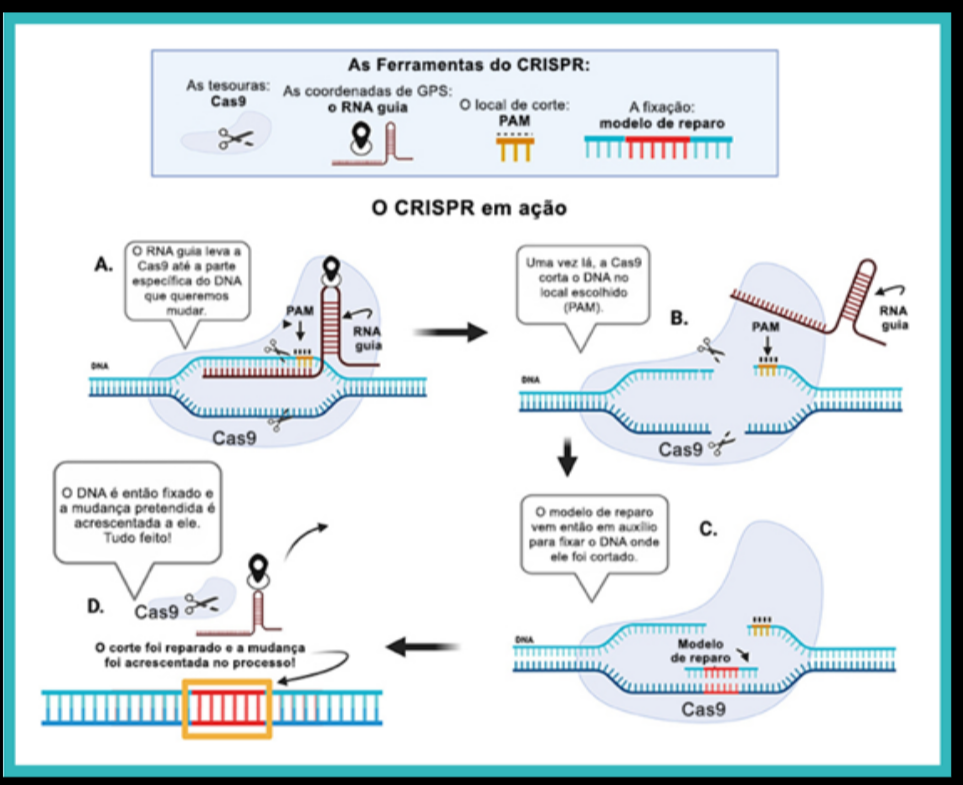
Técnica da CRISPR/Cas9.

Outro tipo de estudo é sobre o melhoramento genético de plantas utilizadas para uso como fitoterápicos. O melhoramento genético de plantas medicinais, visa obter variedades de plantas com alto teor de princípios ativos de interesse e que esses princípios possam ser repassados a geração seguinte. Essa nova espécie, rica em princípio ativo, torna o custo das indústrias farmacêuticas menores, sendo mais propícia à produção de remédios.
O melhoramento genético pode trazer outros tipos de vantagens como resistência a pragas e doenças e menor impacto ambiental.  Porém, há de se considerar que uma geração de uma nova espécie, pode acarretar em outros problemas, como risco de diminuição da diversidade genética, já que as espécies dominantes tendem a ocupar os espaços da não dominantes, além de desaparecimento de fatores genéticos que possam vir a ser importantes no futuro. Problemas para a saúde humana, por desconhecer como aquele gene vai agir no corpo humano e risco de mutações de outras espécies.

## Endogamia
Existem algumas formas de modificar a informação genética de uma população. Uma delas é a seleção dos indivíduos da próxima geração que serão escolhidos como pais, considerando tanto a quantidade de descendentes que cada um poderá gerar quanto o tempo que permanecerão em reprodução. Outra forma, é a escolha dos pares de acasalamento, determinando quais machos e fêmeas irão se reproduzir.
Esse acasalamento geralmente é baseado no fenótipo dos indivíduos, ou seja, podem ser acasalados indivíduos com fenótipos semelhantes ou diferentes. O acasalamento também pode ser realizado com base no grau de parentesco. Quando a taxa de parentesco é menor que a média da população, o processo é denominado exogamia; quando há um alto grau de parentesco entre os indivíduos, chama-se endogamia.
Quando dois indivíduos possuem um ancestral comum, ou seja, são geneticamente próximos, eles podem ter cópias dos mesmos genes que estavam presentes nesse ancestral. Se esses indivíduos se acasalam, podem transmitir esses genes comuns aos descendentes, que são chamados de indivíduos endogâmicos.
Assim, o descendente terá uma probabilidade aumentada de possuir genes em homozigose (dois alelos iguais, aa).
Existe uma forma de calcular a chance do filho herdar os dois alelos idênticos que foram herdados de um ancestral comum, a ferramenta é chamada de coeficiente de endogamia (f). A fórmula utilizada para calcular é:
F = (2ⁿ - 1) / (2ⁿ) (89%)
F : é o coeficiente de endogamia
n : é o número de gerações desde o ancestral comum
Alelo (A): dominante (saudável)
Alelo(a): recessivo (mutante)
Um exemplo para facilitar a compreensão é imaginar que existem 2 primos de primeiro grau, ambos heterozigotos (Aa)2ⁿ que possuem alelo recessivo para uma determinada doença e tiveram um filho juntos, qual a probabilidade do filho possuir essa doença? Para descobrir, utiliza-se a fórmula:
F = (2² - 1) / (2²)= ¾ ou 0,25 = 25%
n = 2 (avó/avô em comum)
n = 1 (pais em comum)
Ou seja, a probabilidade do filho herdar  o alelo recessivo dos pais é de 25%.
Outro exemplo, uma relação de irmãos (heterozigotos; Aa) que possuam alelo recessivo para a doença de fibrose cística tiveram um filho, a probabilidade de o filho herdar a doença é;
F = (2¹ - 1) / (2¹) = 1/2 = 0,5 = 50%

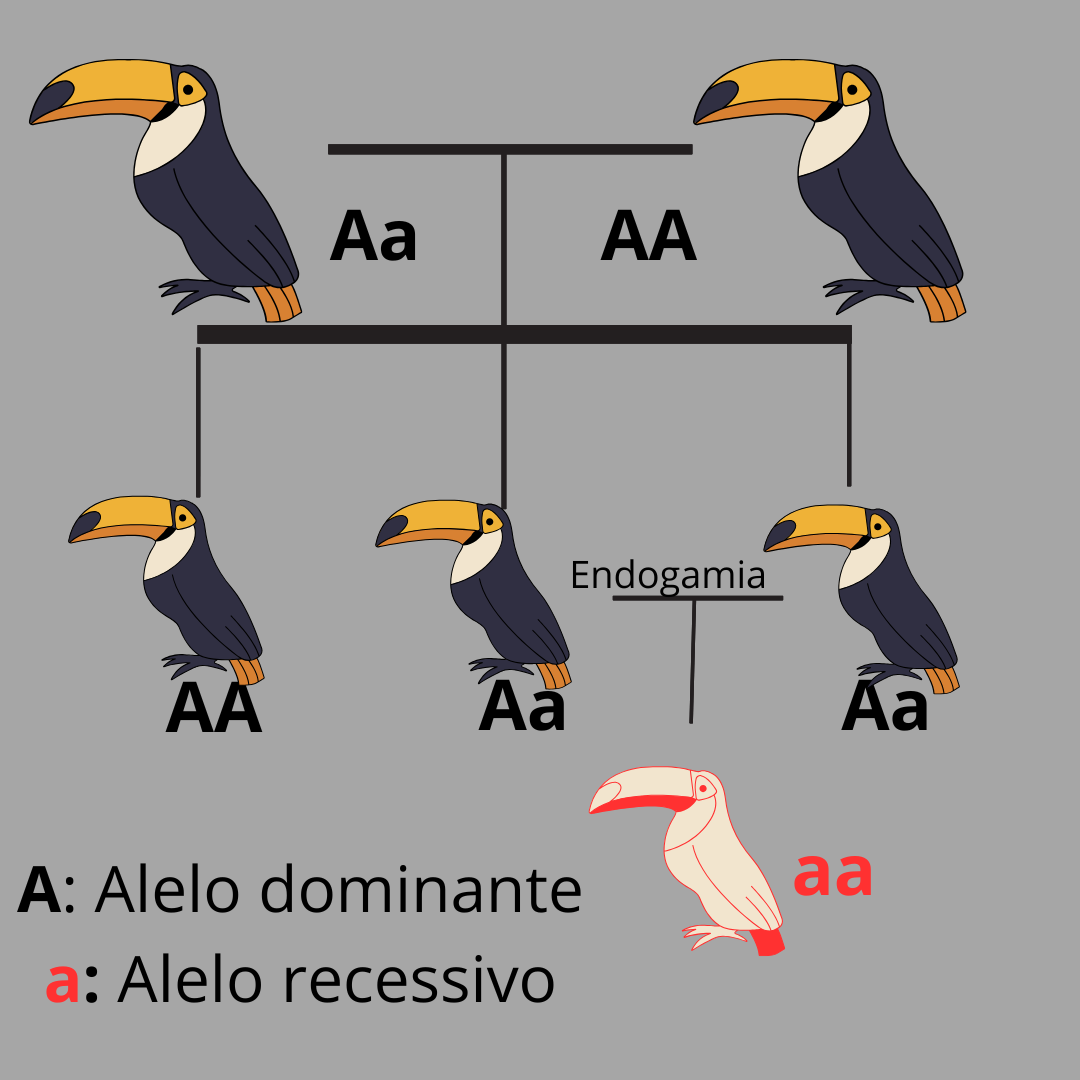
Demonstra o cruzamento com dois genes com alelos heterozigotos e a expressão do gene com alelos recessivos.

Portanto, a probabilidade do filho herdar o gene portador, expressando o genótipo Aa, heterozigoto (saudável, mas portador da doença) é de 50%, para herdar o genótipo aa, homozigoto recessivo (manifestando a doença) é de 25%, e a chance de herdar o genótipo AA, homozigoto dominante (saudável e não sendo portador) é os 25% restantes. Ou seja, o filho tem 75% de ser portador ou manifestador da doença. O coeficiente de endogamia é muito alto entre irmãos, e o risco de manifestação de doenças genéticas é muito maior se comparado a casais não parentais.
Com a endogamia, acontece a redução da capacidade reprodutiva e eficiência fisiológica (depressão pela endogamia), prejudicando o valor adaptativo da população, como a taxa de fertilidade e sobrevivência dos indivíduos. A endogamia aumenta a frequência de homozigose e diminui a heterozigose devido ao cruzamento entre indivíduos geneticamente próximos.

#### Frequência
Para a distribuição da frequência genotípica, vamos considerar a frequência de população sem endogamia F=0 com os padrões de Hardy-Weinberg, e com endogamia F#0 seguindo o modelo a seguir para exemplificação:

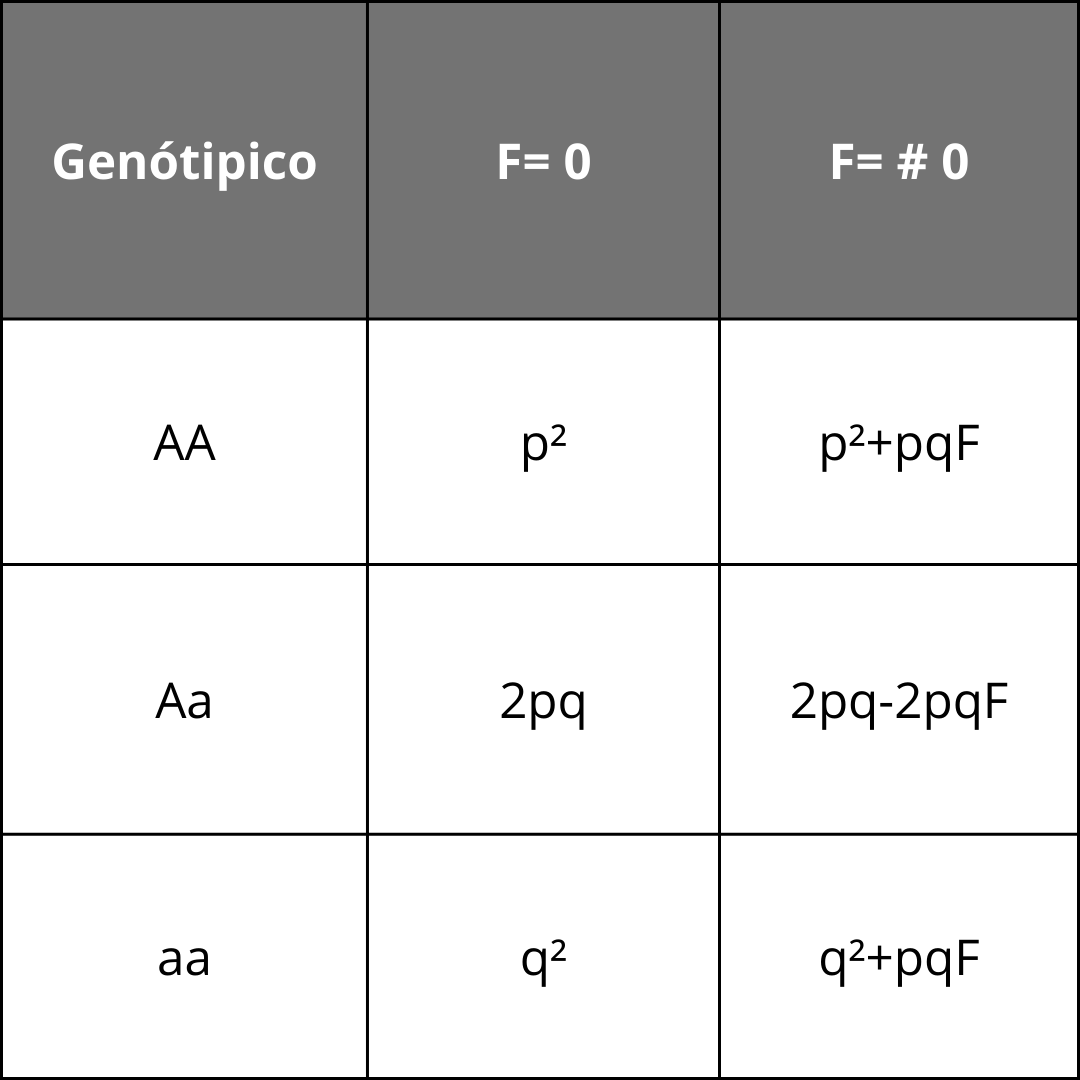
Tabela genótipico F=0 e F#0

Função: (1 - F) (p², 2pq, q²) + F (p, 0, q)
Para demonstrar as frequências, utiliza-se uma população com 100 indivíduos, com os parâmetros alélicos de:
p: 0,7
q: 0,3
Coeficiente de endogamia igual a F = 0,25

#### Frequência sem Endogamia F = 0
Na proporção de hardy Weinberg:
AA: p² = (0, 7)² = 49%
Aa: 2pq = 2 x 0,7 x 0,3 = 42%
AA: q² = (0, 3)² = 9%

#### Frequência com Endogamia F = 0,25
AA: p² + pqF = 0,49 + (0,7 x 0,3 x 0,25)= 0,49 + 0,0525 = 5425 = 54,25%
Aa: 2pq - 2pqF = 0,42 - (2 x 0,7 x 0,3 x 0,25) = 0,42 - 0,105 = 0,415 = 31,5%
aa: q² + pqF = 0,09 + (0,7 x 0,3 x 0,25) = 0,09 + 0,0525 = 0,952 = 14,25%
Seguindo os resultados, a tabela é demonstrada da seguinte maneira:

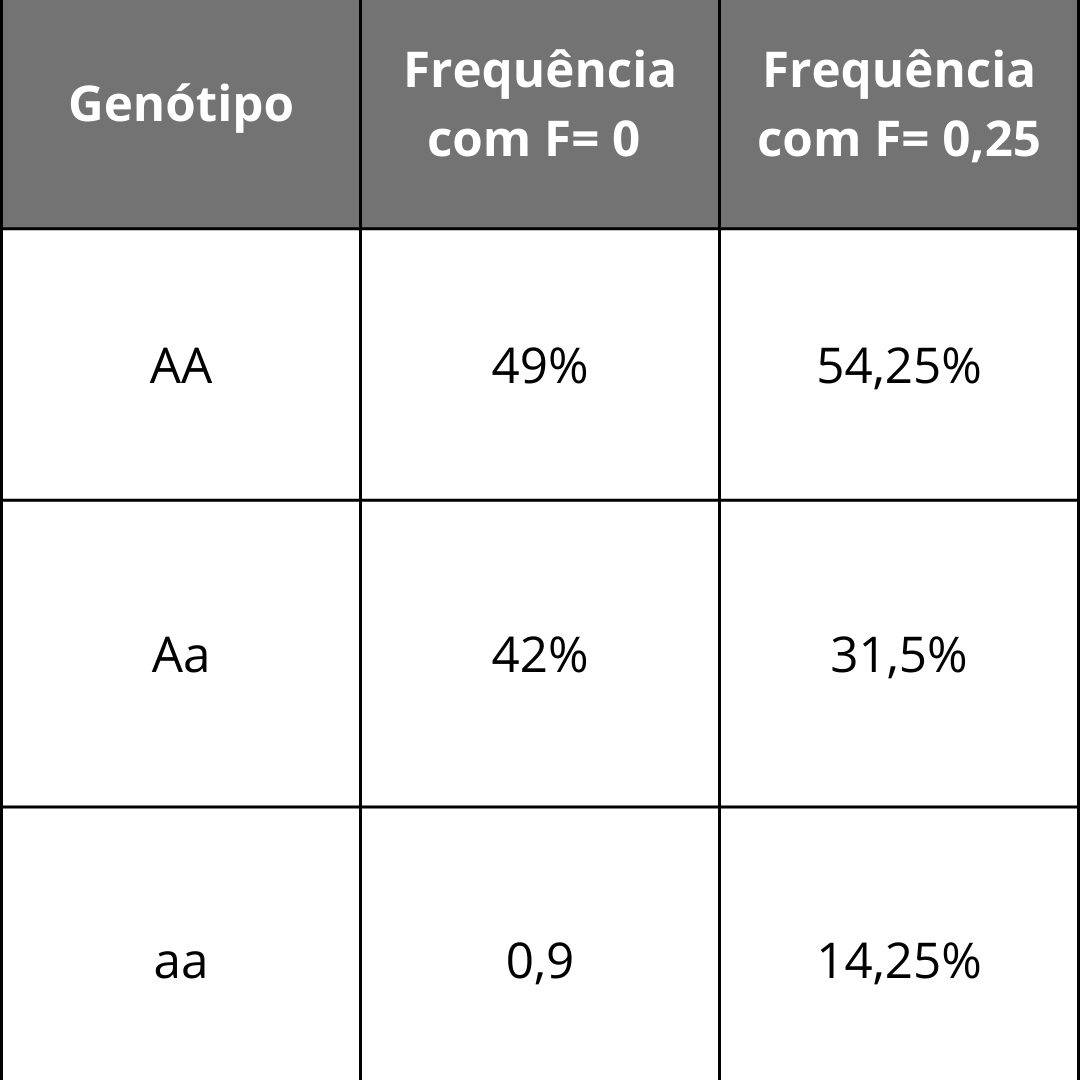
Tabela genótipico F= 0 e F= 0,25

Com a análise dessa tabela, é possível observar como a endogamia aumenta as chances de expressão de genes recessivos deletérios. Segundo Hartl & Clark (1989) esses resultados ajudam a entender  as frequências genotípicas do princípio proposto por Hardy-Weinberg.

#### APLICAÇÃO
A endogamia pode ser utilizada no melhoramento genético para fixar características desejáveis, criar linhagens puras, produzir híbridos, estudar a herança genética e outros fins. Para entender melhor, vamos detalhar o processo de fixação das características desejáveis em uma planta:
1. Realiza-se uma seleção de indivíduos que expressam uma característica de interesse, como resistência a doenças. Em seguida, esses indivíduos são cruzados entre si. No caso das plantas, esse cruzamento ocorre por autopolinização, o que aumenta a homozigose nas próximas gerações, tornando a manifestação da característica mais estável e diminuindo a heterozigose;
2. Utilizam-se marcadores moleculares para identificar os indivíduos que carregam os genes necessários às características desejadas, acelerando o processo de seleção;
3. Depois de múltiplas gerações de endogamia acontecendo, os indivíduos homozigotos formam uma linhagem pura, na qual todos os descendentes expressam a característica;
4. Cruza-se uma linhagem pura com outra linhagem pura que possui alta taxa de produção de híbridos.

Esses híbridos resultantes apresentam resistência à doença e outras vantagens desejadas. As pesquisas mostram que a utilização da endogamia combinada com técnicas como hibridação e seleção genômica, pode trazer avanços significativos para o melhoramento genético.

## Heterose
Heterose é a ação de cruzar duas linhagens que estão distantes geneticamente obtendo um resultado mais vantajoso do que com o cruzamento de linhagens análogas geneticamente, como no milho crioulo, onde sua produção com cruzamentos realizados dentro do âmbito da mesma espécie chega de 221 a 903kg ha⁻¹ por ciclo, levando em consideração que o milho crioulo tem vantagens em relação às espécies híbridas, já que consegue suportar condições climáticas extremas que as demais não conseguem, como a falta de água. Mesmo com a alta produção, ao realizar a heterose entre crioulos e híbridos comerciais, o ganho foi de 1156 kg ha⁻¹ a mais do que os híbridos comerciais, além de melhoramentos em aspectos agrônomos dos milhos crioulos. 
“...Foram verificados efeitos significativos de heterose de variedade (hj) apenas para os caracteres de florescimento e altura de planta … Isso mostra que a heterose está distribuída uniformemente entre os cruzamentos para o caráter produtividade de grãos, sem uma contribuição heterótica diferenciada de cada variedade”, ou seja, a heterose teve um papel significativo na produtividade dos grãos, encurtando o tempo de florescimento e os dias de crescimento da planta, assim contribuindo para a maior produtividade. Entretanto, mesmo influenciando o comportamento da planta, não teve grande impacto sobre o sistema planta/ambiente.
Portanto, para a compreensão da heterose, precisa-se ter como conhecimento básico processos de herança. Contudo, baseado no livro (Processo básico da herança, 27, 28, Melhoramento Genético Aplicado em gado de corte, programa GENEPLUS) é explicado que a interferência do homem para o melhoramento genético não é atual, no livro de referência, é abordado que na Bíblia Sagrada, quando Jacó propõe seu salário a Labão, separando os negros e malhados ou salpicados dentre os cordeiros (Genesis, 30, 32, Bíblia de Jerusalém) ocorreram efeitos manipulados pela escolha das linhagens, que foram confirmados por volta de 3.800 anos depois pela ciência na descoberta que estaria presente no DNA (ácido desoxirribonucleico) os fatores determinantes da herança que Jacó determinou. Logo, o processo de heterose está ligado intrinsecamente com as diferentes combinações nas sequências das bases ao longo do DNA, que geram milhares de códigos de herança, conhecidos como genes, tais que para os bovinos, como declarado no livro base, possuem 30 pares com aproximadamente 30 mil genes, levando-se em conta os alelos que produzem diferentes fenótipos de uma dada característica, possuindo as dominantes e as recessivas.
Didaticamente falando, podemos ver a heterose como um “jogo de interesses” por exemplo, fazendo uso da dominância, se é ou não possível evidenciar características que seriam vantajosas e suprimir características desvantajosas, recessivas. Pois, para cada gene, um alelo ativado pode balancear um alelo que está inativo, mascarando a expressão de características desfavoráveis.

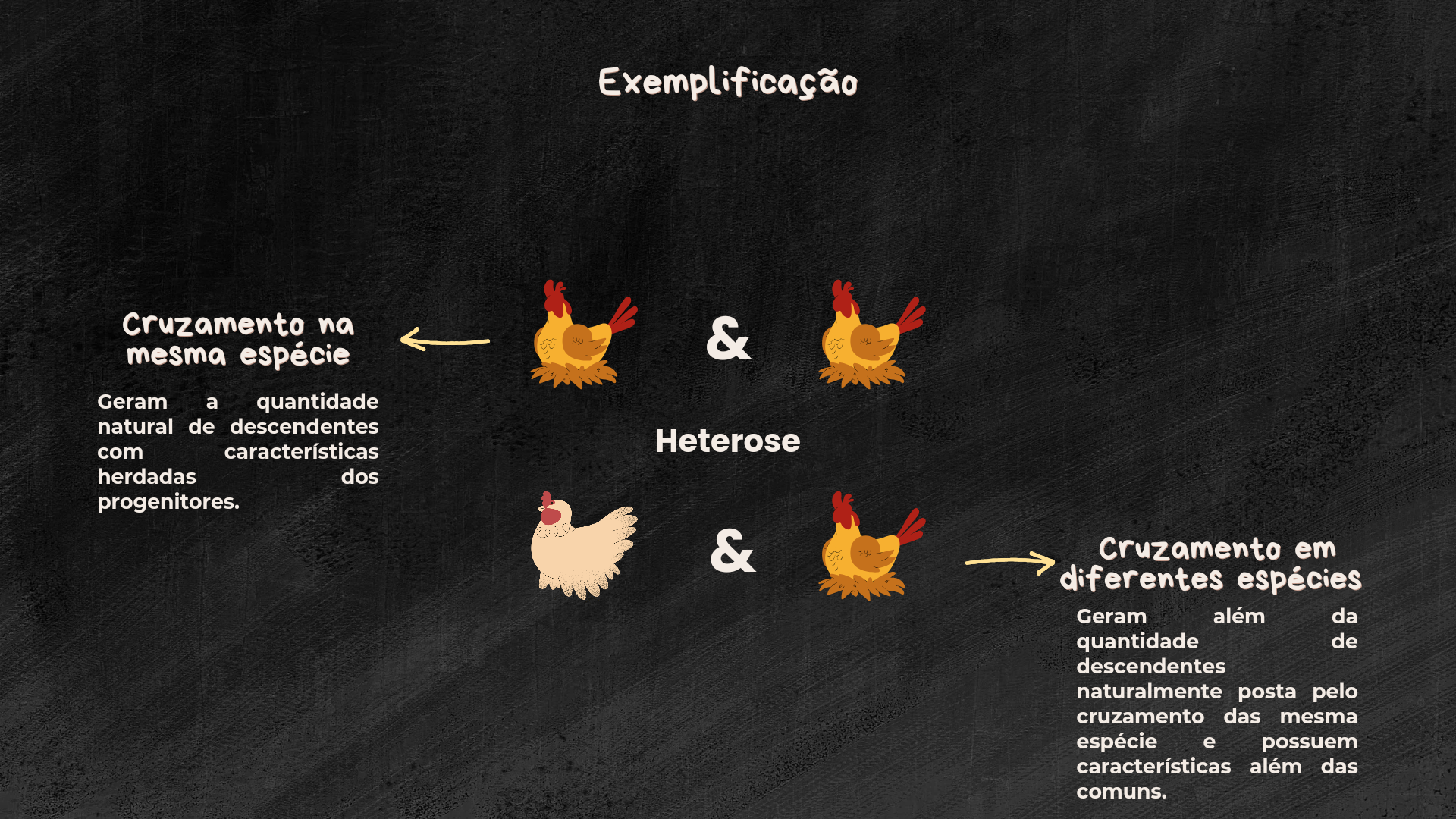
Demonstra a diferença quantitativa e qualitativa no resultado do cruzamento entre indivíduos da mesma espécie e em espécies diferentes onde, a mesma espécie produz resultados quantitativos inferiores em comparação a espécies diferentes.

## Herdabilidade (h²)
Herdabilidade é a proporção que uma característica pode ser herdada dentro de uma população, indicando o grau em que ela pode se repetir entre os descendentes. Entretanto, a herdabilidade de uma característica não é algo fixo, ela pode variar dependendo de diversos fatores, sendo os principais deles: 
1. Ambiente: se o ambiente varia muito, a variância fenotípica aumenta, pois a variabilidade de características é influenciada pelas diversas mudanças do ambiente, diminuindo assim o valor de herdabilidade. 
Exemplo: suponha que estamos medindo o tamanho de peixes em duas condições: uma com disponibilidade de alimento controlado (ambiente estável) e outra com variação da disponibilidade (ambiente instável). Na condição estável, o tamanho dos peixes irá depender mais de sua genética, já que o ambiente não está tendo grande impacto, o que tende a aumentar a herdabilidade dos genes. Já na condição instável, o tamanho irá ser definido pela quantidade de alimento consumida pelo animal, tendo grande influência do ambiente, reduzindo a herdabilidade. 
2. Genótipo-Ambiente: o mesmo genótipo pode resultar em fenótipos diferentes em ambientes diferentes, tornando difícil estimar a herdabilidade.
Exemplo: Uma espécie de planta pode ter alto rendimento numa área bem irrigada e baixo rendimento numa área seca. 
A partir desses conhecimentos, podemos entender que a herdabilidade é expressa numa escala de 0 a 1, sendo que 0 indica nenhuma herdabilidade e 1 total herdabilidade. 
A herdabilidade pode ser considerada de duas formas: 
- Herdabilidade no sentido amplo: o quanto o fenótipo é influenciado pela variância genética, se baseando em todos os efeitos genéticos: aditivos, dominantes e de interação gênica).
- Herdabilidade no sentido restrito: proporção de variabilidade fenotípica se baseando apenas nos efeitos genéticos aditivos.

Assim, é imprescindível entender que a herdabilidade é uma medida que depende do contexto em que a população está inserida e como é analisada. Um alto valor de herdabilidade em uma condição, não significa que ele se manterá alto em outra. Apenas a partir dessa compreensão, é possível usar efetivamente o melhoramento genético. 
Com isso, podemos melhorar a eficiência do melhoramento genético, características com alta herdabilidade proporcionam uma resposta rápida a seleção, já que a variação genética é diretamente responsável pela variação fenotípica. Já características com baixa herdabilidade são mais influenciadas pelo ambiente, dificultando as melhorias genéticas diretas, tornando assim a seleção menos eficiente.
Exemplo: Em animais de produção como bovinos, características como o peso no desmame tem herdabilidade alta. Isso possibilita que ao selecionar animais com maior peso no desmame, consiga-se uma melhora em tal característica nas gerações futuras.

## Melhoramento Genético no Brasil
A ideia do melhoramento intencional surgiu em 1513, quando Alonso de Herrera mencionou numa publicação que no século I a.C., os romanos já desenvolviam plantas auto fecundantes como o arroz ou o trigo. 
No Brasil, os primeiros processos de melhoramento vegetal foram realizados na década de 1920 no Instituto Agronômico de Campinas/IAC e na ESALQ/USP, iniciando-se os estudos de melhoramento genético com algodão e, na ESALQ, com mandioca, arroz e milho.  Naquela época, um grande pesquisador, Raimundo Firmino Cruz Martins, foi aos Estados Unidos para estudar o cultivo do algodão. Ele trouxe na bagagem 70 variedades de algodão com o objetivo de escolher a variedade de algodão de maior rendimento em solo brasileiro. Com o colapso dos cafezais no estado de São Paulo, o cultivo do café foi substituído pelo cultivo do algodão devido à queda dos preços no mercado internacional (1929). Devido às pesquisas de Cruz Martins, o plantio do algodão em antigas terras de cafeeiros abriu caminho para o conhecimento agrícola focado em espécies anuais.
O Departamento de Genética do IAC é considerado uma das primeiras instituições do país dedicadas ao avanço de pesquisas em genética e melhoramento de espécies vegetais, tem como principais pesquisadores Carlos Arnaldo Krug, Glauco Pinto Viégas e Alcides Carvalho. No início de sua formação, foram desenvolvidos dois grandes projetos de melhoramento de plantas: milho e café. Nos próximos anos, o café foi uma das culturas de crescimento mais rápido, seguido pelo arroz, feijão e milho.
Em 1932, Krug iniciou pesquisas básicas sobre biologia reprodutiva, taxonomia, análise citológica, morfologia, anatomia, análise genética de cafeeiros e seleção de variedades de café de alto rendimento e qualidade. Dez anos depois de terem começado a investigar opções de café, os agricultores já puderam contar com sementes da variedade bourbon vermelha, que produzem rendimentos mais elevados e mais uniformes do que os que existiam anteriormente. O Dr. Alcides Carvalho ingressou no IAC em 1935 e por mais de 50 anos dedicou-se de todo o coração e paixão ao melhoramento do café, sendo responsável pelo cultivo de 65 variedades de café, grande parte das quais são a base da cafeicultura no Brasil.